# Anaphosia caloxantha
Anaphosia caloxantha är en fjärilsart som beskrevs av Erich Martin Hering 1932. Anaphosia caloxantha ingår i släktet Anaphosia och familjen björnspinnare. Inga underarter finns listade i Catalogue of Life.